# Tiomerzál
A tiomerzál (INN) vagy a timerozál (USAN, JAN), amelyet merthiolát néven is árulnak, egy szerves higanyvegyület. Jól bevált antiszeptikus és gombaellenes szer.
Az Eli Lilly and Company gyógyszeripari vállalat a Merthiolate nevet adta. Tartósítószerként használták vakcinákban, immunglobulin-készítményekben, bőrteszt-antigénekben, antiveninekben, szemészeti és orrkészítményekben, valamint tetoválófestékekben. Annak ellenére, hogy a tudományos konszenzus szerint a biztonságosságával kapcsolatos félelmek megalapozatlanok, az oltásellenes csoportok megkérdőjelezték a vakcina tartósítószerként való használatát.
A CDC Morbidity and Mortality Weekly Reportjában megjelent 1999-es nyilatkozat bejelentette, hogy "a Közegészségügyi Szolgálat (PHS), az Amerikai Gyermekgyógyászati Akadémia (AAP) és az oltóanyaggyártók egyetértenek abban, hogy a timerozált tartalmazó oltóanyagokat a lehető leghamarabb el kell távolítani", és ezek a csoportok együttműködnek a pótlásukban, miközben a gyártók kötelezettséget vállalnak a tartalom lehető leghamarabbi megszüntetésére vagy csökkentésére. vakcinák.
Tartósítószerként továbbra is használatos bizonyos éves influenza elleni oltásokhoz, főleg a többadagos injekciós üvegekben tároltakhoz. Az egyszeri injekciós influenza elleni oltás lehetőség azok számára, akik előnyben részesítik a tiomerzált nem tartalmazó vakcinákat, bár semmilyen tudományos adat nem támasztja alá azt az állítást, hogy bármilyen kapcsolat lenne a tiomerzál és az autizmus között.